# Bhulath
Bhulath (o Bholath) è una suddivisione dell'India, classificata come nagar panchayat, di 10.079 abitanti, situata nel distretto di Kapurthala, nello stato federato del Punjab. In base al numero di abitanti la città rientra nella classe IV (da 10.000 a 19.999 persone).

## Geografia fisica
La città è situata a 31° 31' 58 N e 75° 30' 8 E e ha un'altitudine di 220 m s.l.m..

## Società

### Evoluzione demografica
Al censimento del 2001 la popolazione di Bhulath assommava a 10.079 persone, delle quali 5.323 maschi e 4.756 femmine. I bambini di età inferiore o uguale ai sei anni assommavano a 1.074, dei quali 625 maschi e 449 femmine. Infine, coloro che erano in grado di saper almeno leggere e scrivere erano 7.043, dei quali 3.971 maschi e 3.072 femmine.